# The Best Thing About Me Is You
"The Best Thing About Me Is You" je píseň portorickeho popové zpěváka Rickyho Martina. Píseň pochází z jejího devátého alba Música + Alma + Sexo. Produkce se ujal producent Desmond Child.

## Hitparáda
| Země                | Umístění |
| ------------------- | -------- |
| USA                 | 74       |
| Španělsko           | 25       |
| Brazílie            | 93       |
| Chile               | 3        |
| Mexiko (Airplay)    | 3        |
| Kostarika (Airplay) | 1        |